# Maltas historia
Den här artikeln behandlar Maltas historia, och inleds med de första människornas ankomst omkring 5200 f.Kr. Öns namn kommer från ordet "Malat" som betyder "fristad".

## Geologi
Malta står på en undervattensplatå som sträcker sig mellan norra Afrika och Sicilien. Fossil inbäddade i klipporna på Maltas högsta punkter indikerar att hela ön befunnit sig under vatten en gång i tiden. När tektonisk aktivitet resulterade i att platån trycktes upp och Gibraltarsundet ströps av sjönk dock vattennivån. Malta låg efteråt på en bro av torrt land mellan de två kontinenterna, omgärdad av stora sjöar. I vissa av grottorna på Malta har man hittat ben från elefanter och flodhästar, samt andra stora djur som numera lever i Afrika. Det har också hittats fossil av djur som bara finns i Europa.

## Förhistoria

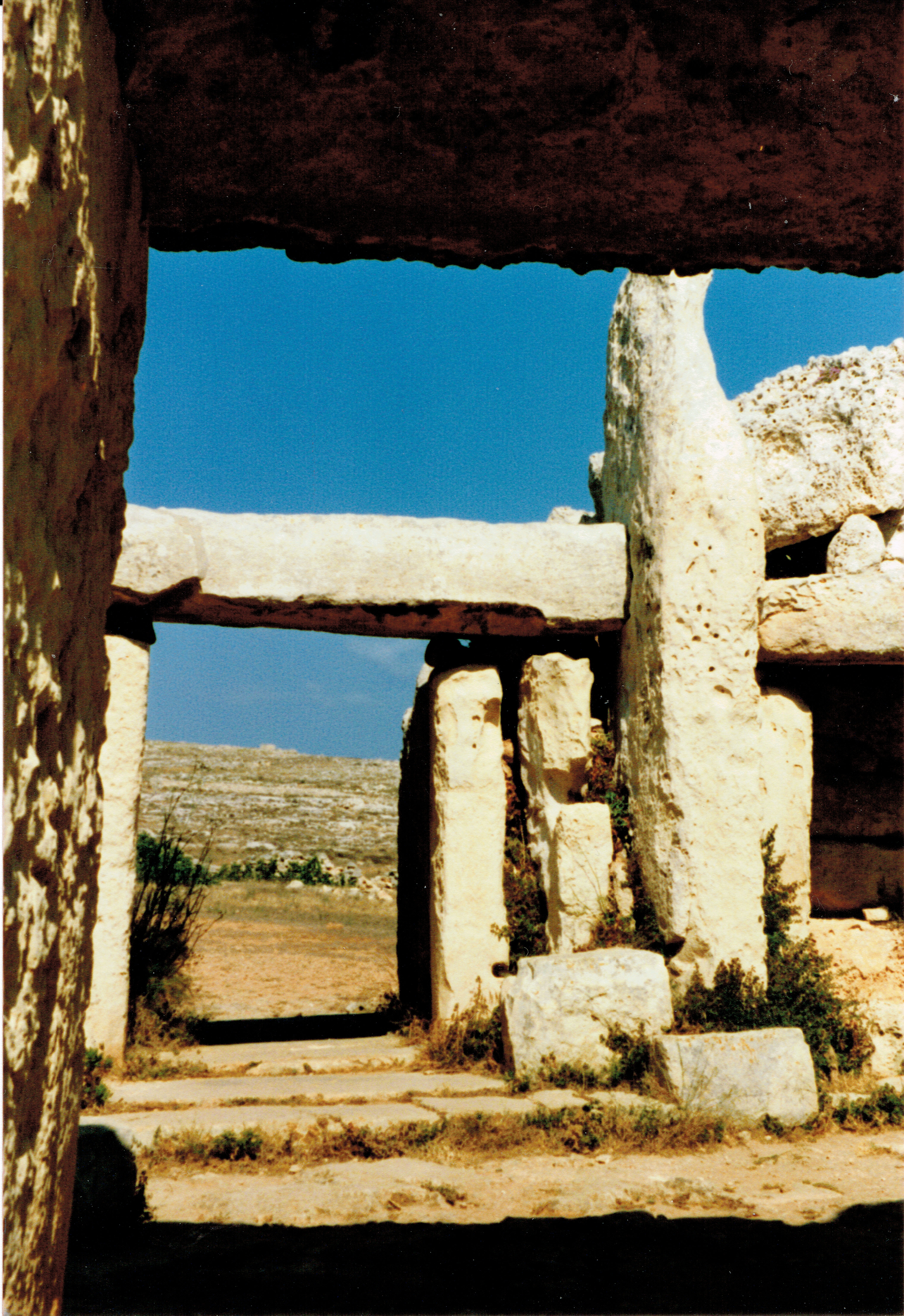
Det neolitiska templet Mnajdra

Människan ankom till Malta omkring 5200 f.Kr. De första neolitiska folken kom förmodligen först från Sicilien (ungefär 100 kilometer norrifrån) och var huvudsakligen fiske- och bondesamhällen. De levde uppenbarligen i grottor och i öppna hem. Keramiken och färgerna som användes under perioden tyder på att de under de århundraden som följde hade kontakt med folk från andra kulturer.
En av de mest anmärkningsvärda perioderna i Maltas historia är tempelperioden som hade sin början runt 3600 f.Kr. Maltas förhistoriska tempel är de äldsta fristående byggnaderna i världen (bild). Många av templen är i form av fem halvcirkelformade rum som förbinds i mitten. Det har föreslagits att dessa kanske representerar huvudet, armarna och benen hos en gudom eftersom en av de mest vanliga typerna av statyer som hittats i dem föreställer samma korpulenta kvinna; en symbol för fertilitet, tror man. Tempelperioden varade tills runt 2500 f.Kr, då civilisationen som reste dessa byggnader verkar ha försvunnit. Det spekuleras mycket om vad som kan ha hänt och huruvida de blev fullkomligt utplånade eller assimilerade av ett annat folk.
Efter tempelperioden kom Maltas bronsålder. Från denna period finns det flera byar, byggnadsverk och altarliknande strukturer bevarade. En bevarad menhir som användes för byggandet av tempel står fortfarande i Kirkop, och det är en av de få som fortfarande är i bra skick.

## Fenicier och greker
Samhället som byggde dessa strukturer dog eventuellt ut eller försvann från Malta. Fenicier från Libanon koloniserade öarna runt 1000 f.Kr. och använde dem som utpost från vilken de expanderade sin handel och utforskning av Medelhavet.
Under sent 800-tal f.Kr. grundades en grekisk koloni på ön vid namn Melite.

## Kartago och Rom
Öarna kom senare att kontrolleras av Kartago (400 f.Kr.) och sedan av Rom (218 f.Kr.). Öarna blomstrade under det romerska styret och under denna tid ansågs de vara ett municipium och Foederata Civitas. Många romerska antikviteter existerar fortfarande och vittnar till den intima kulturella förbindelsen som fanns mellan de maltesiska invånarna och Rom. År 60 e.Kr. besöktes öarna av Paulus, som sägs ha kapsejsat vid stränderna av "St. Paulkusten". Moderna studier har dock visat att det är mycket troligare att han gick i kvav runt St. Thomaskusten i Marsaskala.
År 440 blev ön övertagen av vandalerna som nyligen hade ockuperat den romerska provinsen Africa. Den togs dock tillbaka av det Bysantinska rikets general Belisarius år 533. Därefter var Malta en del av den bysantinska provinsen Sicilien i 340 år.

## Arabifiering och det maltesiska språket
Malta var ockuperat av sicilianska araber från 870 e.Kr och 260 år framåt och det arabiska styret hade stort inflytande på den maltesiska civilisationen. Araberna introducerade bl.a. nya bevattningstekniker till ön, och flera av dessa tekniker används än idag. Många ortnamn på Malta härrör också från denna period. Staden Mdina bär vissa likheter med de byar som finns i norra Afrika.
Normandernas erövring av Malta isolerade den maltesiska dialekten från resten av den arabiska. Ön utvecklade därför snabbt sitt eget unika språk. Det är ett semitiskt språk som främst härstammar från arabiska, italienska (sicilianska och standarditalienska) samt engelska. Under många århundraden användes språket endast i tal, och italienska användes i skrift. Idag skrivs det maltesiska språket med det latinska alfabetet och är tillsammans med engelska det officiella språket på ön.

## Medeltid
År 1091 gjorde greven Roger I av Sicilien sitt första försök att etablera ett normandiskt styre på Malta, men det var hans son, Roger II av Sicilien som slutligen lyckades år 1127. Detta markerade början på den övergång som skedde från arabiskt kulturinflytande på Malta till europeiskt. År 1191 utsågs Margaritus av Brindisi till den förste Greven av Malta. Trots att en stor del av Maltas befolkning fram till 1200-talet förblev muslimsk tillhörde det Sicilien i 440 år.
Malta blev under medeltiden sålt och återsålt till diverse feodala adelsmän och regerades av bland andra Svebien, Greven av Akvitanien, Aragonien, samt Kastilien och Spanien. Malta blev en del av det Spanska imperiet när Aragonien och Kastilien förenades år 1479.
Maltas administration föll således i händerna på den lokala spanska och sicilianska adeln som grundade en slags regering på ön som de kallade Università.

## Johanniterorden

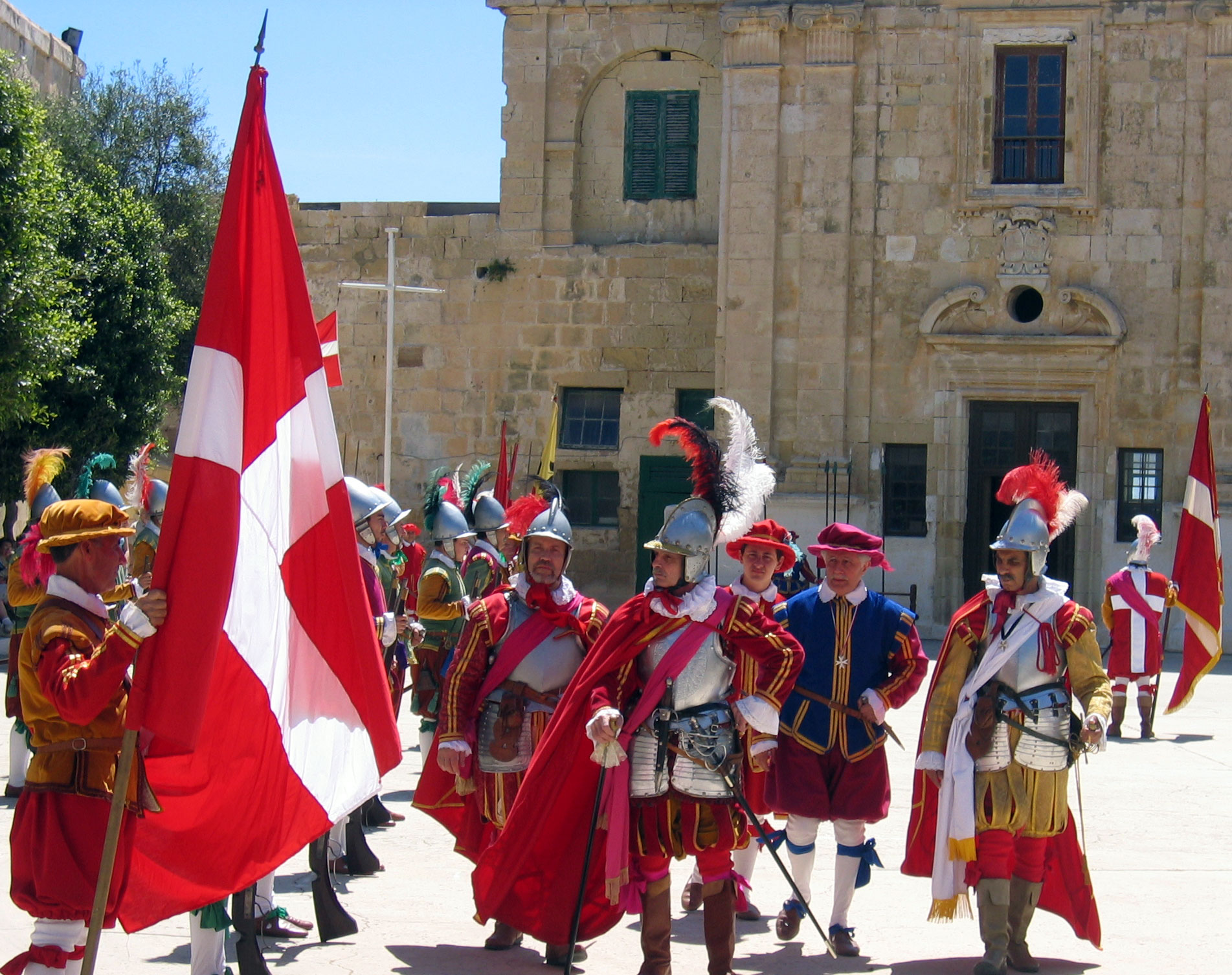
Återskapande av Johannesordens militärövningar från 1500-talet, Fort Saint Elmo, Valletta, Malta, 8 maj, 2005.

Under tidigt 1500-tal började det Osmanska riket att sprida sig och nådde till slut hela vägen till sydöstra Europa. Samtidigt som Johanniterorden drivits ut ur Rhodos av sultanen Süleyman I började den spanske konungen Karl V bli orolig över att turkarnas besegring av Rom skulle markera början på slutet för ett kristet Europa. På grund av detta beslutade han år 1530 att ge Malta till Johanniterorden i tron om att den skulle hindra en eventuell invasion från söder. Under de kommande 275 åren som Malta tillhörde Johanniterorden byggdes det nya städer, palats, kyrkor, trädgårdar och borgar på ön vilket bidragit mycket till dess kulturella arv.
Johanniterorden hade till en början grundats för att etablera en utpost längs med färdvägen till det heliga landet. Syftet var då främst att värna om korsfararstaterna och hjälpa och beskydda de pilgrimer som färdades längs med sträckan och förse dem med sjukvård. Detta förklarar varför man än idag använder ordens åtta-uddiga kors som symbol i ambulanser och hjälporganisationer (se malteserkors). Orden återgäldades till slut för de många liv den räddat när den gavs de territorier som efter sin erövring var i behov av beskydd. Detta, tillsammans med behovet att fortsätta skydda pilgrimerna, gav upphov till en stark militär gren inom orden. Med tiden blev denna mycket förmögen och stark. Från att vara sjukvårdare i första hand och soldater i andra hand så ändrades således prioriteringen. Eftersom stora delar av territorierna de besatt låg runt Medelhavet utvecklades de dessutom till att bli mycket duktiga sjöfarare.

### Den stora belägringen
Från Malta fortsatte Johanniterorden att slåss mot det Osmanska riket, och mycket snart beordrade sultanen den slutgiltiga offensiven mot orden. Vid denna tid hade riddarna ockuperat staden Birgu, som hade mycket lämpliga hamnar för huserandet av deras flotta. Birgu var dessutom en av de två större byarna på den tiden (den andra var den gamla huvudstaden Mdina), så Maltas försvar var tämligen välförberett. Försvaret runt Birgu blev också förstärkt ytterligare av de fort som byggdes där Senglea och Valletta ligger idag. Det var på den sistnämnda platsen som det lilla fortet St. Elmo byggdes, och det var också den första platsen att anfallas när den osmanska flottan nådde ordens försvar den 18 maj 1565. Sultanens flotta besegrade borgen efter en hel månads strider, därefter började de att attackera Birgu och forten vid Senglea, men utan framgång.
Belägringen av Malta hade avvärjts helt vid den 8 september samma år, och Osmanska riket erkände sig besegrat innan de riskerade att bli fångna i de tilltagande vinterstormarna och därmed bli kvarhållna på Malta. Osmanska riket hade förväntat sig en enkel seger inom några få veckor och de hade hela 40 000 krigare till sitt förfogande. Riddarna hade endast 9 000, varav de flesta var maltesiska soldater och vanliga medborgare med vapen. Förlusten var således oerhört demoraliserande för osmanerna. Sultanen dog bara några år senare.

### Efter belägringen
Året efter sin seger i striderna mot osmanerna började Johanniterorden att arbeta på en ny stad med ett försvar vars like aldrig skådats på ön. Staden skulle ligga på en halvö som hette Gholja Sciberras, en plats osmanerna använt som bas under belägringen och där fortet St. Elmo en gång legat. Staden blev kallad Valletta, efter Jean Parisot de Valette, den man som ledde Johanniterorden till segern. Eftersom det Osmanska imperiet aldrig anföll igen blev de nya forten aldrig använda, och de är därför idag bland de mest välbevarade byggnaderna från perioden.
Till skillnad från tidigare regenter på ön hade inte Johanniterorden något egentligt hemland utanför Malta. Ön blev istället deras hem, så de gjorde många fler investeringar i den än någon annan tidigare gjort. Medlemmarna hade råd med detta tack vare sin adliga härkomst och faktumet att de byggt upp sig en förmögenhet genom sin tjänst som livvakter vid färdvägen till det heliga landet. De arkitektoniska och konstnärliga lämningarna från perioden förblir bland de mest intressanta och anmärkningsvärda i Maltas historia, i synnerhet staden Valletta. Eftersom ordens huvudsakliga syfte på ön var fullgjord var dess höjdpunkt dock över.

### Franska ockupationen
Den maltesiska Johanniterordens makt blev så småningom mindre och upphörde slutligen när Napoleon Bonapartes flotta ankom till ön år 1798 för att stanna till på sin väg till Egypten. Napoleon lyckades komma förbi öns försvar genom att be om ordens beskydd medan han lastade om sina skepp. När han väl släppts in i Valletta och blivit klar vände han sina vapen mot sina värdar som genast kapitulerade. Under sin korta vistelse på Malta plundrade han Johanniterorden på sina tillgångar och etablerade därefter sin egen utnämnda administration på ön. Han seglade sedan vidare till Egypten men lämnade en stor del av sin garnison efter sig. Eftersom orden börjat bli impopulär bland den maltesiska befolkningen var dessa inledningsvis tämligen positivt inställda till fransmännens övertagande av ön. Detta varade dock inte länge. Inom några få månader stängde fransmännen alla kloster och beslagtog kyrkans skatter. Den maltesiska befolkningen gjorde uppror, och den franska garnisonen ledd av general Claude-Henri Belgrand de Vaubois var tvungen att retirera till Valletta. Efter flera misslyckade försök från befolkningens sida att återta staden bad de britterna om hjälp. Admiralen och lorden Horatio Nelson bestämde sig för att hjälpa till och satte år 1800 upp en blockad, varvid fransmännen omedelbart gav upp.

## Brittiska styret
Från och med 1800 blev Malta en del av det Brittiska imperiet. Enligt villkoren från 1802 års Amiensfördrag skulle Storbritannien evakuera ön, men de ignorerade detta vilket till slut skulle leda till ännu ett krig mellan Storbritannien och Frankrike.
Maltas hamnar blev en viktig tillgång för britterna, i synnerhet efter öppnandet av Suezkanalen. Ön blev ett militärt centrum och högkvarteret för hela den brittiska flottan i Medelhavet. Den maltesiska befolkningen förvägrades självständighet fram till 1921, även om ett delvis framröstat lagstiftande råd skapades så tidigt som 1849.
Människorna på ön var fattiga på grund av överbefolkningen och det beroendeskap de hade gentemot den brittiska militären och dess resurser som varierade kraftigt beroende på kriget. Under hela 1800-talet instiftade den brittiska administrationen flera liberala konstitutionella reformer som vanligtvis motsattes av kyrkan och den maltesiska eliten som föredrog sina feodala privilegier. Trots de rikas protester fick Maltas folk allt mer inflytande. Ett tvåkammarparlament med en senat och en folkvald lagstiftande församling instiftades, även om konstitutionen ofta suspenderades så att ett gott styre var möjligt trots kyrkans inblandning i politiken och motviljan den italiensktalande eliten hade att låta den maltesiska majoriteten fritt använda sitt eget språk.

### Språkfrågan
Innan britterna kom till ön och engelskan tog över var de lärdas språk italienska. År 1934 utsågs dock engelska och maltesiska till öns enda officiella språk. Britterna förknippade nämligen italienskan med Mussolinis regim i Italien, trots att nationalisternas bruk av språket hade mer med en tillgivenhet till kulturen att göra än en sympati gentemot den italienska fascismen. År 1934 talade endast 15% av befolkningen italienska. Detta innebar att endast 767 män av 58 000 var kvalificerade till jurytjänst eftersom endast de som talade italienska fick tjäna som jurymedlemmar. Denna orättvisa bar mer vikt än fascismfrågan.

### Andra världskriget
Under det andra världskriget var Valletta högkvarteret för den brittiska flottan i Medelhavet, men trots Winston Churchills protester flyttades den tidigt till Alexandria i Egypten istället. Under tiden vid Italiens krigsförklaring (10 juni, 1940) hade Malta en garnison på mindre än 4 000 soldater och öns mat skulle bara räcka för de 300,000 invånarna i högst fem veckor. Maltas luftförsvar bestod bara av 42 anti-flygplansvapen (trettiofyra "tunga" och åtta "lätta") samt fyra "Gloster Gladiators", till vilka tre piloter fanns tillhanda. Malta användes dock fortfarande av britterna för en utpost vid attacker mot den italienska flottan och hade tom en ubåtsbas. Ön användes också som plats för avlyssning av tyska radiomeddelanden, inklusive enigmatrafiken.
Som en brittisk koloni i närheten av det ockuperade Sicilien bombarderades Malta regelbundet av italienska och tyska flygplan. De första attackerna inleddes med 6 stycken anfall den 11 juni 1940. Maltas biplan var oförmögna att sätta upp ett bra försvar då flygfältet Luqa ännu inte blivit färdigbyggt. Vid det sjunde anfallet var det dock klart och försvaret var redo. Italienarna flög inledningsvis in för att bombardera Malta vid 3 000 meter (för att öka träffsäkerheten). Maltas försvar var dock tämligen effektivt och fiendeplanen började som följd att släppa sina bomber från 6 000 meters höjd, vilket gjorde att de sällan träffade rätt.
Vid slutet av augusti blev försvaret förstärkt av tolv nya Hawker Hurricane-plan som anlänt via HMS Argus. Under de första fem månaderna av stridigheterna lyckades öns luftförsvar förgöra eller skada runt 37 italienska stridsflygplan. På Malta dog 330 människor och 297 skadades allvarligt. I januari 1941 ankom det tyska Fliegerkorps X till Sicilien samtidigt som Afrika Korps ankom till Libyen.
Under kriget så var Malta en ganska viktig strategisk position för de allierade. Allt från gamla dubbelvingade Swordfish-plan till örlogsfartyg opererade från ön. De gjorde utfall mot de italienska konvojerna som gick till den Libyska hamnstaden Tripoli för att försörja Rommels offensiver i Nordafrika. Några delar i denna attackstyrka är till exempel de framgångsrika ubåtarna Upholder och Unbeaten som härjade bland de italienska konvojerna. De sänktes sedan mot slutet av kriget men tog med sig ett antal skepp ner i Medelhavets botten. Det är även värt att nämna Styrka K, en grupp örlogsfartyg som opererade från Malta. Denna styrka lyckades vid många tillfällen överraska och ibland helt demolera de italienska konvojerna. Detta berodde dels på information om konvojernas rutter och avgångstid som britterna fick från "ULTRA", deras enhet som hade knäckt den tyska enigmakoden och hela tiden mottog information om tyska och italienska planer. 
Men när Luftwaffe fick i uppdrag att en gång för alla göra upp med "det osänkbara hangarfartyget" som Malta ofta kallades p.g.a. sin position mitt i medelhavet så hårdnade greppet om den lilla ön. De italienska bombanfallen hade varit relativt små, okoordinerade och med liten effekt som utgång. Dessa ersattes nu med de regelbundna, väl planerade och utförda bombanfallen från Luftwaffes Stuka-plan. Dessa störtbombare eskorterades dessutom av de moderna Messerschmidt bf 109. De få Hurricaneplan som fanns baserade på Malta och utgjorde öns flygförsvar kunde inte mycket göra mot denna överlägsna motståndare och krävde efter ett tag, när Fältmarskalk Kesselring satt in II Fliegerkorps på uppdraget att bomba sönder Malta (under en av de hårdaste månaderna i kriget fälldes inte mindre än 6500 ton bomber över ön), Spitfireplan från England för att möta tyskarna med vapen som kunde sätta sig mot dem. Detta avslogs i början av London eftersom de ville ha Spitfireplanen som försvar av Storbritannien. Men när Luftwaffe till slut gav upp försöken att ta över luftrummet över England (de fokuserade på Sovjetunionen istället eftersom de ansåg Storbritannien mer eller mindre besegrat) så skickades ett stort antal Spitfires till Malta. 
Ön hade nu förvandlats till ett slaget om Storbritannien i miniformat, Luftwaffe bombade hårdare än någonsin, malteserna led av matbrist och förstörelse. Men de såg räddningen i dessa nyanlända, toppmoderna jaktplan som skulle försvara dem från de tyska anfallen. När tyskarna upptäckte att man skickat Spitfires till ön blev man först överraskad men anpassade sig snart till den nya situationen. Bombanfallen fortsatte med samma intensitet (planen var att man skulle invadera Malta i ett senare skede). Men nu visade sig kampen vara jämnare, och striderna hårdnade rejält. Malta fick dock snart erfara ett mycket allvarligt problem. Fältmarskalk Albert Kesselring fick information om när förstärkningarna av spitfireplan anlände till ön och bombade dessa innan de han tanka, fylla på ammunition och lyfta för att kunna försvara sig. Detta lyckades länge och Churchill fick ännu ett problem att grubbla över, hur han skulle kunna skicka förstärkningar till Malta utan att de förstördes vid ankomsten. 
Kung George VI belönade Malta och dess folk med Georgskorset (den högsta civila utmärkelsen för mod och ärofyllt handlande) den 15 april 1942. President Franklin Roosevelt beskrev till och med Malta under krigstiden som "en liten lysande flamma i mörkret".

## Andra halvan av 1900-talet
Efter andra världskriget upplevde Malta en turbulent period. Genom en författningsändring 1947 fick man ökad befogenhet att bestämma i inrikesfrågor. 1956 anordnades en folkomröstning angående ett förslag att knyta Malta fastare till det brittiska imperiet, vilket skulle ge Malta plats i det brittiska parlamentet. Majoriteten av de röstande svarade ja till förslaget, men eftersom valdeltagandet till följd av bojkott från Nationalistpartiet var lågt, så innebar det att ja-rösterna representerade en minoritet av de röstberättigade. Förslaget genomfördes inte.

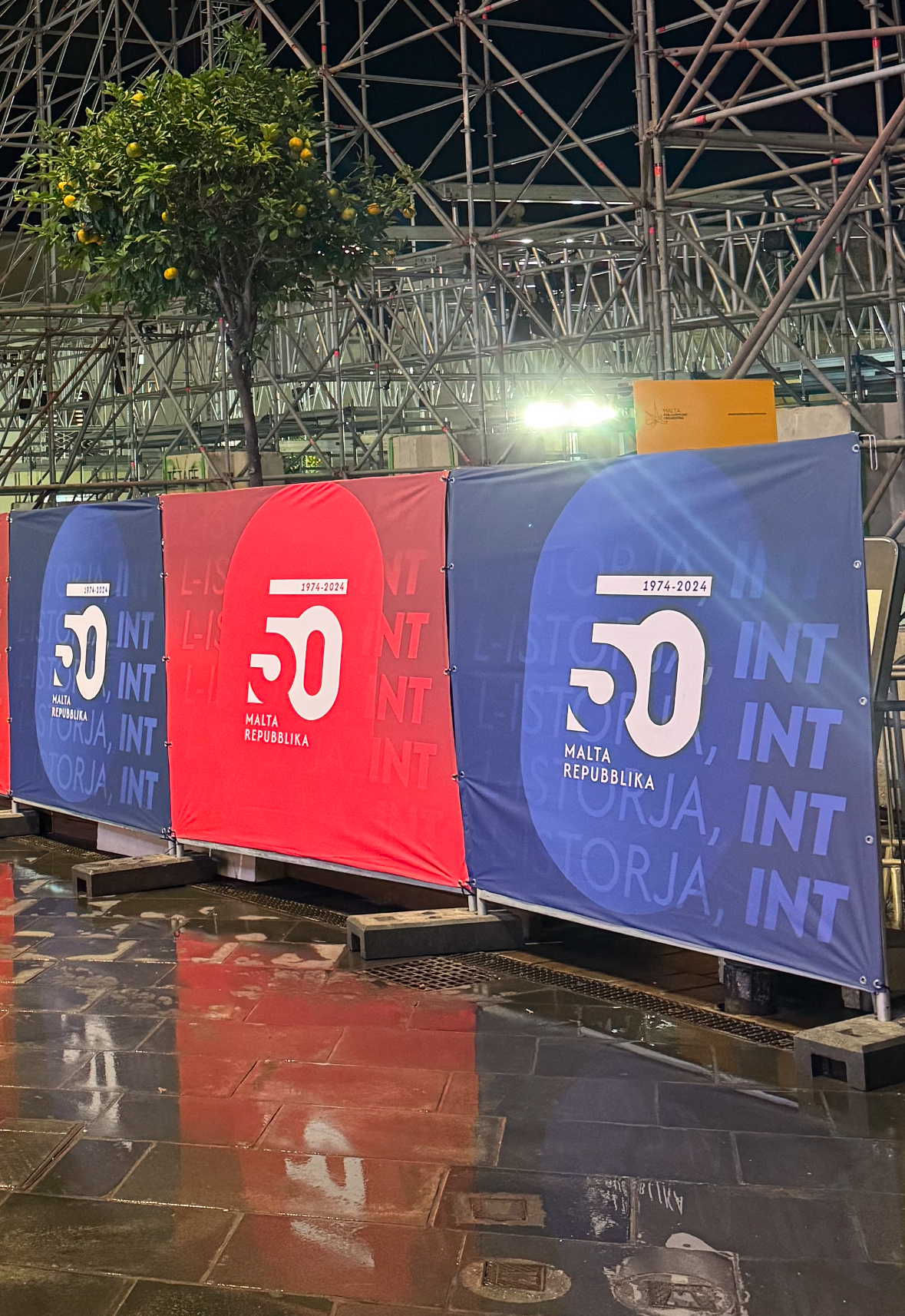
Reklam i Valletta år 2024 som visar Maltas firande av 50 år som republik.

Nationalistpartiet fick majoritet vid valet 1962 och drev med visst stöd från Arbetarepartiet igenom fullständig självständighet från 1964, men man ingick samtidigt i en försvarsallians med Storbritannien och kom därmed att fortfarande vara en del av det brittiska samväldet. Efter nytt maktskifte sades försvarsavtalet upp, och 1974 förklarade sig Malta vara en autonom republik. År 1979 stängdes den brittiska militärbasen i enlighet med det avtal som hade förhandlats fram 1972.

## 2000-talet
År 2004 blev Malta medlem i Europeiska unionen. 